# Mario Faustinelli
Mario Faustinelli (Venecija, 8. studenoga 1924. – Milano, 31. srpnja 2006.) bio je talijanski crtač stripa i urednik.
Faustinelli je rođen u Veneciji 1924. godine. Nakon završetka Drugog svjetskog rata, Faustinelli se, zajedno s umjetnicima Hugom Prattom, Ivom Pavoneom i Dinom Battagliaom, preselio u Argentinu u potrazi za poslom; postali su poznati kao "Venecijanska grupa". Godine 1945. Faustinelli je, zajedno s Prattom i Albertom Ongarom, stvorio lik "Asso di Picche" ("pikov as"). Faustinelli je kasnije postao urednik časopisa Asso di Picche i nastavio pisati seriju.
Faustinelli se 1957. godine vratio u Italiju. Napisao je scenarij za film "Avanture Topa Gigia" iz 1961. godine.
Godine 1964. stvorio je lik i strip Kolosso s umjetnikom Carlom Cossiom. Kolosso je simpatičan, mišićav div koji je poslan u različito doba, kroz vremenski stroj koji koristi njegov protivnik. Često ga prati slabašni, ali inteligentni Ferruccio. Ostali umjetnici koji su radili na Kolossu su Franco Paludetti, Antonio Canale i Carlo Porciani. Godine 2004. objavio je novi niz priča o Kolossu u izdanju Editrice If.
Faustinelli je umro 2006. u Milanu nakon duge bolesti.

## Vanjske poveznice
- Osmrtnica